# Tierralta (ort)
Tierralta är en ort i Colombia.   Den ligger i departementet Córdoba, i den nordvästra delen av landet, 500 km nordväst om huvudstaden Bogotá. Tierralta ligger 51 meter över havet och antalet invånare är 26 242.
Terrängen runt Tierralta är huvudsakligen platt, men söderut är den kuperad. Terrängen runt Tierralta sluttar norrut. Runt Tierralta är det glesbefolkat, med 13 invånare per kvadratkilometer. Tierralta är det största samhället i trakten. Omgivningarna runt Tierralta är en mosaik av jordbruksmark och naturlig växtlighet.